# Takikomi gohan

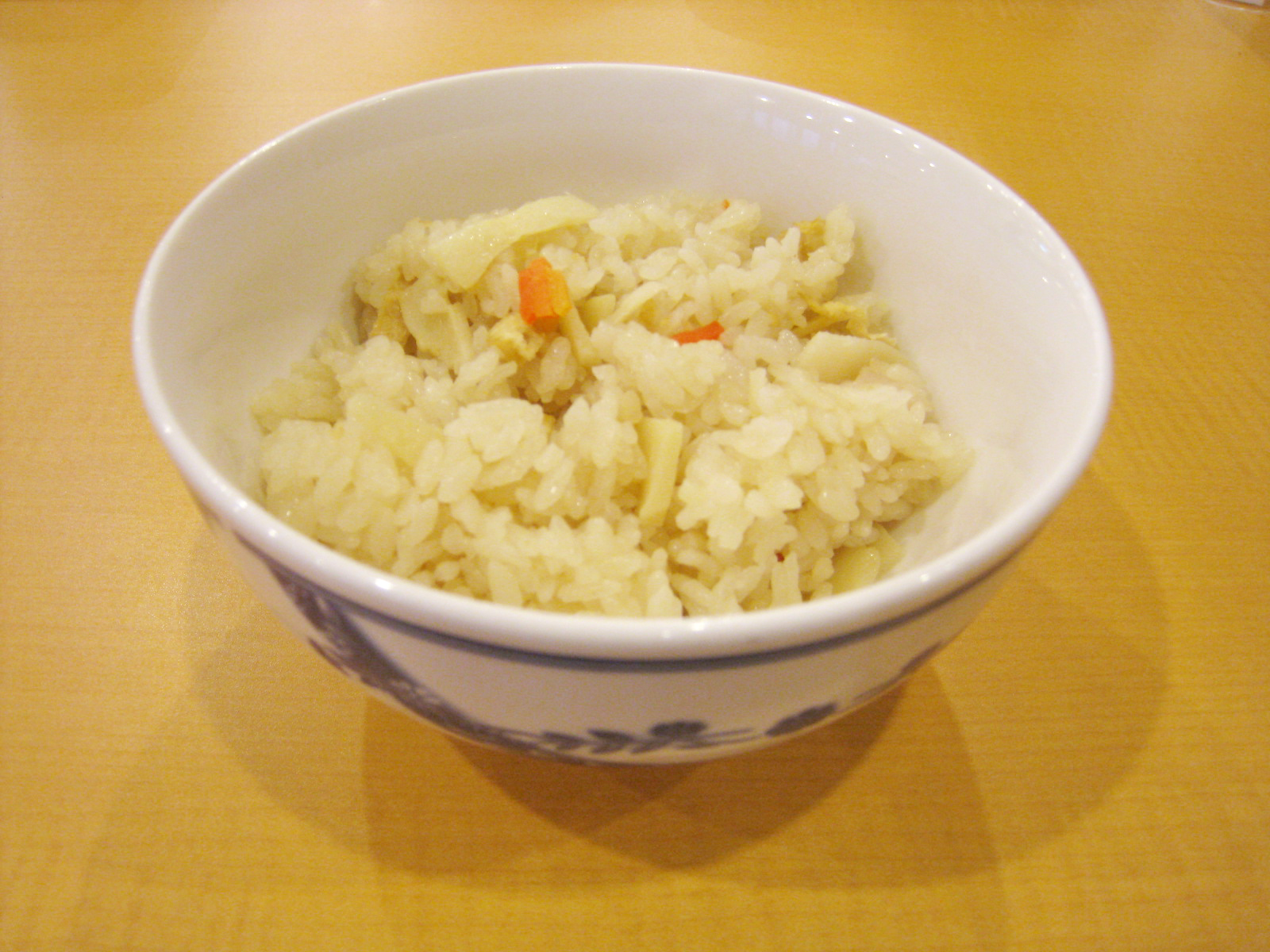
Takenoko gohan (筍御飯), um dos tipos de takikomi gohan (炊き込み御飯).

Takikomi gohan (炊き込みご飯, 炊き込み御飯) é um prato de arroz japonês temperado com dashi e molho de soja junto a cogumelos, legumes, carne ou peixe. Os ingredientes do takikomi gohan são cozidos junto ao arroz.  Este prato é consumido no Japão durante a época do outono, já que muitos vegetais e cogumelos são colhidos durante esta estação do ano.  Os ingredientes variam de acordo com os vegetais e peixes. Como esse prato tem valor nutricional baixo e usa uma pequena quantidade de arroz com vegetais e proteínas, alguns japoneses o consomem para fins de dieta. 

## História
Takikomi gohan foi criado durante o Período Nara. O arroz era escarço, então, as pessoas conservavam o arroz adicionando mileto ou outros cereais. A forma antiga de takikomi gohan era chamado de katemeshi.
Durante o Período Muromachi, o katameshi se tornou popular, se transformando em um prato chamado kawarimeshi, que usava ingredientes como cevada, feijões e vegetais. Tempos mais tarde, o prato foi sendo usado com mais criatividade, aparecendo com uma variedade de ingredientes sazonais.

## Diferença domaze gohan
Takikomi gohan é preparado pela adição de ingredientes, caldo e condimentos ao arroz cru, e os cozinham juntos. Por outro lado, o maze gohan é preparado cozinhando primeiramente o arroz, para depois adicionar os ingredientes. 

## Variações
- Tai-meshi (鯛飯): Arroz com dourada inteira. [4]:277
- Ayu -meshi (鮎飯): Arroz com peixe-doce inteiro.
- Matsutake gohan (松茸御飯): Arroz com cogumelos matsutake .
- Kani-meshi (蟹飯): Arroz com caranguejo.
- Gomoku meshi (五目飯) 'five ingredients rice'  (ou gomoku gohan (五目御飯)  ): Combinação de ingredientes como cogumelos shiitake, brotos de bambu, raiz de bardana, cenoura, konnyaku, frango, [5] [4] ou carne branca peixe. No dialeto de Osaka, esse prato é chamado de kayaku gohan (加薬御飯). [4]
- Kamameshi (釜飯)  : Takikomi gohan cozido e servido em uma panela individual. [6]
- Kuri gohan (栗ご飯)  : Arroz com castanhas. [7]
- Kufa jūshī (クファジューシー)  : cozinha de Okinawa de arroz com carne de porco. [8]